# Adam Storke
Adam Storke, född 18 augusti 1962 i New York, är en amerikansk skådespelare. Storke är känd från filmen Tre tjejer där han spelar Julia Roberts kärleksintresse Charlie samt för rollen som Larry Underwood i serien Pestens tid, baserad på Stephen Kings roman.

## Filmografi (i urval)
- 1988 – Tre tjejer
- 1990 – Fantomen på Stora operan (TV-serie)
- 1992 – Highway to Hell
- 1992 – Döden klär henne
- 1994 – Pestens tid (TV-serie)
- 1997 – Rough Riders
- 2002 – Roughing It
- 2002 – Johnson County War
- 2003 – Jordan, rättsläkare (TV-serie)
- 2003 – Our Generation (TV-serie)
- 2005 – Over There (TV-serie)
- 2008 – New Amsterdam (TV-serie)
- 2012 – Broadway's Finest